# Taybi-Linder-Syndrom
Das Taybi-Linder-Syndrom ist eine sehr seltene angeborene Erkrankung mit den Hauptmerkmalen Mikrozephalie, Skelettdysplasie und Kleinwuchs.
Synonyme sind: MOPD Typen I und III; Mikrozephaler osteodysplastischer primordialer Kleinwuchs Typ Taybi-Linder; Mikrozephaler primordialer Kleinwuchs Typ Crachami
Die Bezeichnung bezieht sich auf die Autoren der Erstbeschreibung aus dem Jahre 1967 durch den iranisch-US-amerikanischen Kinderradiologen Hooshang Taybi zusammen mit dem Kinderradiologen David Linder (Lindner).

## Verbreitung
Die Häufigkeit wird mit unter 1 zu 1.000.000 angegeben, bislang wurde über etwa 30 Betroffene berichtet. Die Vererbung erfolgt autosomal-rezessiv.

## Ursache
Der Erkrankung liegen Mutationen im RNU4ATAC-Gen auf Chromosom 2 Genort  q14.2 zugrunde.

## Klinische Erscheinungen
Klinische Kriterien sind:
- Intrauterine Wachstumsretardierung, niedriges Geburtsgewicht
- Mikrozephalie, Hirnanomalien wie Lissenzephalie, Corpus-callosum-Agenesie, Epilepsie
- Gesichtsdysmorphie mit Vergrößerung von Auge, Nase, Lippen, Mund, Retrogenie, Gaumenspalte, tiefsitzende Ohrmuschel, dünnes Kopfhaar
- Skelettauffälligkeiten mit Platyspondylie, Metaphysäre Dysplasie insbesondere am Oberschenkelknochen proximal, Hypoplasie des Beckens und Acetabulum, langes Schlüsselbein, unvollständiger Bogenschluss der Halswirbelsäule
- verzögerte Skelettreife
- Kurze Finger und Zehen, relativ große Hände/Füße, Neigung zu Hüftluxation und Ellenbogenluxation

## Diagnose
Die Diagnose ergibt sich durch die  klinischen und radiologischen Befunde.
Über vorgeburtliche Diagnostik in betroffenen Familien durch Ultraschall in der 20. Woche wurde berichtet.

## Differentialdiagnosen
Abzugrenzen sind das Seckel-Syndrom, MOPD Typ II, andere Formen des Kleinwuchses.

## Verlauf
Die Prognose ist schlecht, die meisten beschriebenen Patienten verstarben im ersten Lebensjahr.

## Geschichte
Von Frank Majewski wurde das Taybi-Linder-Syndrom als Typ 1 unter den „Mikrozephalen osteodysplastischen primordialen Kleinwuchs“ (MOPD), der Typ Crachami als Typ 3  subsumiert. Es wird davon ausgegangen, dass diese beiden Typen unterschiedliche Ausprägungen des gleichen Syndroms sind.